# Yūichi Seirai
Yūichi Seirai (jap. 青来 有一, Seirai Yūichi, eigentlich: Akitoshi Nakamura (中村 明俊, Nakamura Akitoshi); * 13. Dezember 1958 in der Präfektur Nagasaki) ist ein japanischer Schriftsteller.

## Leben
Yūichi Serai studierte an der Universität Nagasaki und ist seit 1983 im städtischen Dienst. Er wurde 2005 Manager der städtischen Sektion für
Friedensförderung und 2010 Direktor des Atombombenmuseums der Stadt. Er erhielt 1995 für die Kurzgeschichte Jeronimo no Jūjika (ジェロニモの十字架) den Preis der Zeitschrift Bungakukai für neue Autoren und 2001 den Akutagawa-Preis für die Kurzgeschichtensammlung Seisui (聖水) in der auch Jeronimo no Jūjika enthalten war. Für sein Werk Bakushin (爆心; 2007), ebenfalls eine Kurzgeschichtensammlung, wurde er mit dem Itō-Sei-Literaturpreis und dem Tanizaki-Jun’ichirō-Preis ausgezeichnet.

## Werke (Auswahl)
- 2000 Seisui (聖水)
- 2006 Bakushin (爆心)
  - Ground Zero Nagasaki. Aus dem Japanischen von Nora Bierich. Angkor Verlag, Frankfurt, 2014, ISBN 978-3-936018-87-5.